# Mills, Wyoming
Mills, Wyoming är en småstad (town) i Natrona County i Wyoming i USA. Staden hade 3 461 invånare vid 2010 års folkräkning och ligger vid North Platte River, direkt väster om den större staden Casper, vars storstadsområde den ingår i.

## Historia
Mills ligger vid de historiska nybyggarlederna Oregon Trail och Mormon Trail, som användes av nybyggare på väg västerut i mitten av 1800-talet. Staden Mills grundades 1921.